# Ленц, Кэй
Кэй Ленц (англ. Kay Lenz, род. 4 марта 1953) — американская актриса, лауреат двух премий «Эмми».

## Жизнь и карьера
Кэй Ленц родилась в Лос-Анджелесе, Калифорния, в семье продюсера Теда Ленца и радиоинженера и модели Кэй Ленц. Начала карьеру как ребёнок-актёр. Она появилась в нескольких телешоу, а в 1973 году дебютировала на большом экране в фильме «Американские граффити». В том же году Кэй сыграла первую главную роль в кино — в фильме Клинта Иствуда «Бризи», который принёс ей номинацию на премию «Золотой глобус». Позже она продолжала сниматься в кино, в таких фильмах как «Лихорадка на белой полосе» или «Переход».
Ленц получила номинацию на кинопремию «Сатурн» за роль в фильме 1986 года «Дом». В последующие годы её карьера в кино была менее успешна и она снималась в основном в таких фильмах как «Жажда смерти 4: Разгром». На телевидении актриса появилась в сериалах «Кегни и Лейси», «Частный детектив Магнум», «Она написала убийство» и «Детективное агентство «Лунный свет»». В 1989 году она выиграла премию «Эмми» за свою работу в сериале «Звонящий в полночь». С 1991 по 1993 годы она снималась в сериале «Разумное сомнение», который принёс ей ещё две номинации на «Эмми». В последние годы она появилась в эпизодах сериалов «Закон и порядок: Специальный корпус», «Доктор Хаус» и «Ищейка».

## Личная жизнь
В 1977 году вышла замуж за Дэвида Кэссиди. Они развелись в 1981 году.

## Избранная фильмография
| Год  |   | Русское название | Оригинальное название | Роль             |
| ---- | - | ---------------- | --------------------- | ---------------- |
| 2007 | с | Доктор Хаус      | House                 | миссис Брэдберри |